# Chamira circaeoides
Chamira circaeoides là một loài thực vật có hoa trong họ Cải. Loài này được (L.f.) Zahlbr. mô tả khoa học đầu tiên năm 1903.